# جریان برکلند

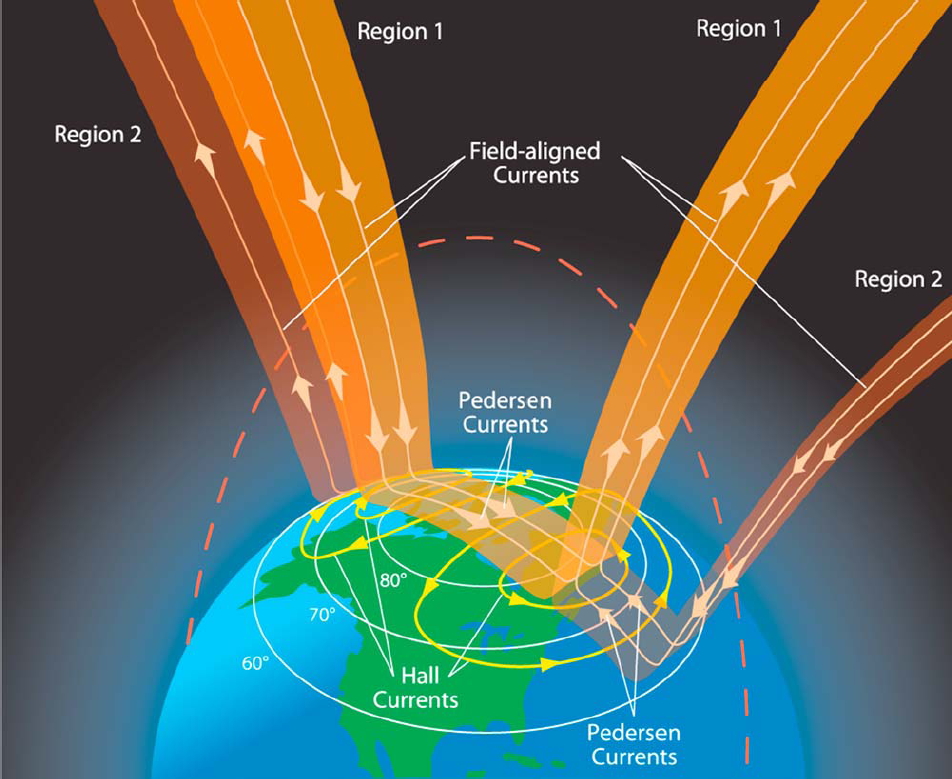
طرحی از جریان‌های برکلند یا جریانهای هم‌راستا با میدا و سیستم‌های جریان یونوسفر که جربانهای برکلند به آن متصل می‌شوند

جریان برکلند (به انگلیسی: Birkeland current) مجموعه‌ای از جریانهایی است که در امتداد خطوط میدان ژئومغناطیسی جریان دارند و مغناطیس‌سپهر کره زمین را به یونوسفر عرضهای جغرافیایی بالاتر مرتبط می‌کنند. 